# Eunidia sulphurea
Eunidia sulphurea är en skalbaggsart som beskrevs av Aurivillius 1925. Eunidia sulphurea ingår i släktet Eunidia och familjen långhorningar.
Artens utbredningsområde är:
- Botswana.
- Moçambique.
- Zimbabwe.

Inga underarter finns listade i Catalogue of Life.